# Macroteleia townsendi
Macroteleia townsendi är en stekelart som beskrevs av Muesebeck 1977. Macroteleia townsendi ingår i släktet Macroteleia och familjen Scelionidae. Inga underarter finns listade i Catalogue of Life.